# 로익솝
로익솝(노르웨이어: Röyksopp)은 노르웨이의 일렉트로니카 그룹이다. 트롬쇠 출신인 스베인 베르게(Svein Berge)와 토르비에른 브룬틀란(Torbjørn Brundtland)으로 구성돼 있다. 1998년에 정식으로 결성됐으며, 2001년에 월 오브 사운드를 통해 데뷔 음반 《Melody A.M.》를 발매했다. 2003년도와 2005년도에는 글래스톤베리 페스티벌에 참가 하기도 했다.

## 음반 목록

### 정규
- 《Melody A.M.》 (2001)
- 《The Understanding》 (2005)
- 《Junior》 (2009)
- 《Senior》 (2010)
- 《The Inevitable End》 (2014)